# Чемпіонат України з баскетболу 1992
Чемпіонат України з баскетболу 1992 — перший чемпіонат України після здобуття незалежності. Переможцем став київський «Будівельник».

## Вища ліга

### Підсумкова таблиця
| № | Команда                  | І  | В  | П  | Зак-пр    | Р    | О  |
| - | ------------------------ | -- | -- | -- | --------- | ---- | -- |
| 1 | Будівельник (Київ)       | 28 | 26 | 2  | 2798-2187 | +611 | 54 |
| 2 | МКІ (Миколаїв)           | 28 | 21 | 7  | 2487-2248 | +239 | 49 |
| 3 | Спартак (Луганськ)       | 28 | 21 | 7  | 2397-2183 | +214 | 49 |
| 4 | СКА (Київ)               | 28 | 12 | 16 | 2476-2439 | +37  | 40 |
| 5 | Будівельник (Харків)     | 28 | 8  | 20 | 2330-2655 | -325 | 38 |
| 6 | Динамо (Дніпропетровськ) | 28 | 7  | 21 | 1879-2219 | -340 | 35 |
| 7 | Вулкан (Дніпропетровськ) | 28 | 6  | 22 | 2433-2852 | -419 | 34 |
| 8 | Шахтар (Донецьк)*        | 28 | 11 | 17 | 1801-1818 | -17  | 31 |

- «Шахтарю» (Донецьк) за «негідну поведінку головного тренера Валерія Алпатова і неявки на матчі» було визначене  останнє місце.

## Перша ліга

### Підсумкова таблиця
| №  | Команда                  | І  | В  | П | О  |
| -- | ------------------------ | -- | -- | - | -- |
| 1  | Азовмаш (Маріуполь)      | 44 | 37 | 7 | 81 |
| 2  | УДАУ (Київ)              | 44 | ?  | ? | ?  |
| 3  | Баскод (Одеса)           | 44 | ?  | ? | ?  |
| 4  | Перспективний (Нікополь) | 44 | ?  | ? | ?  |
| 5  | ?                        | 44 | ?  | ? | ?  |
| 6  | ?                        | 44 | ?  | ? | ?  |
| 7  | ?                        | 44 | ?  | ? | ?  |
| 8  | ?                        | 44 | ?  | ? | ?  |
| 9  | ?                        | 44 | ?  | ? | ?  |
| 10 | ?                        | 44 | ?  | ? | ?  |
| 11 | ?                        | 44 | ?  | ? | ?  |
| 12 | ?                        | 44 | ?  | ? | ?  |

## Підсумки
- Жоден клуб не вилетів у першу лігу, оскільки Федерація баскетболу України вирішила розширити лігу до 12 клубів у наступному сезоні.
- Здобули путівки у вищу лігу команди першої ліги «Азовмаш» (Маріуполь), «УДАУ» (Київ), «Баскод» (Одеса) і «Перспективний» (Нікополь).